# Брюль (Рейнланд)
Брюль (нем. Brühl) — город в Германии, в земле Северный Рейн-Вестфалия.
Подчинён Административному округу Кёльн. Входит в состав района Рейн-Эрфт. Население составляет 44 260 человек (на 31 декабря 2010 года). Занимает площадь 36,12 км². Официальный код — 05 3 62 012.
Город подразделяется на 7 городских районов.

## Достопримечательности
- Аугустусбург и Фалькенлуст
- Крупнейший в Германии парк развлечений — «Фантазиаланд»
- Музей художника Макса Эрнста

## Фотографии

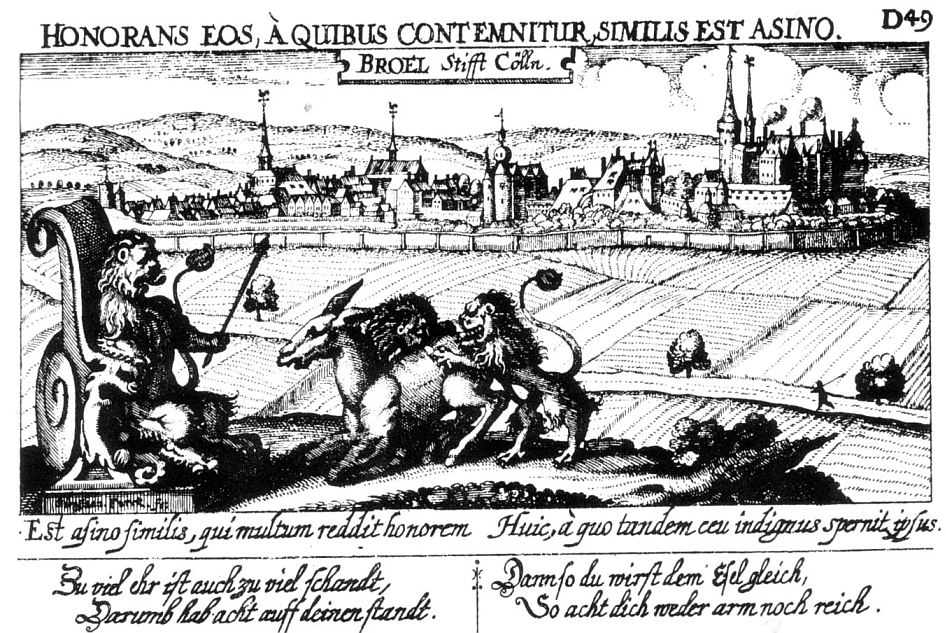
Вид Брюля ок. 1630
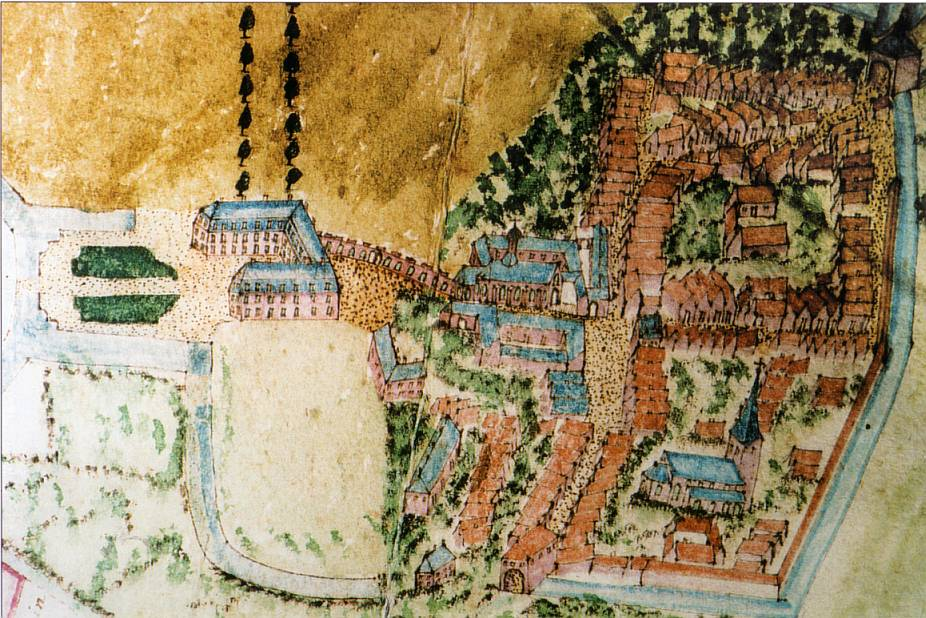
Брюль и замок Аугустусбург на карте XVIII в.
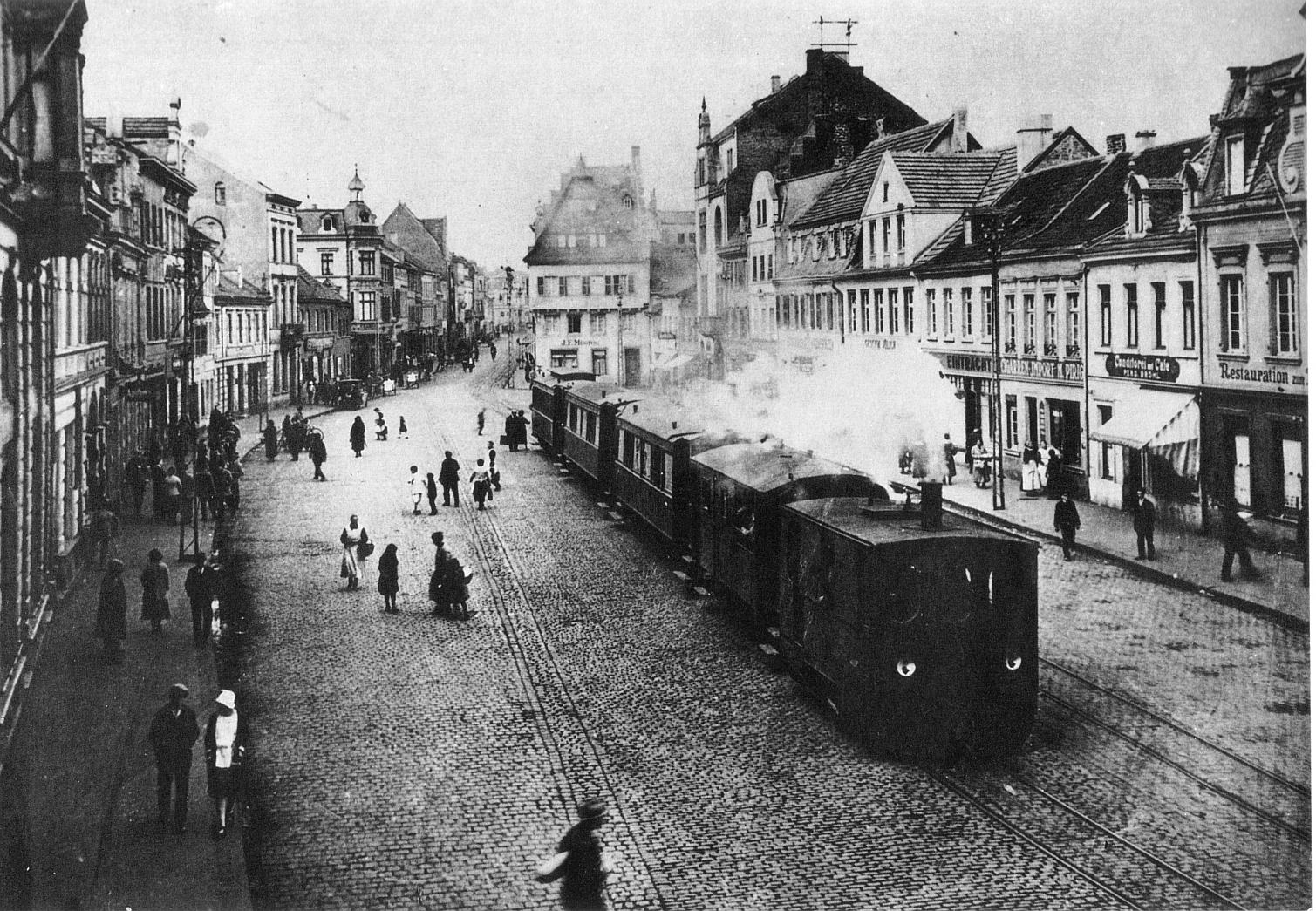
Рыночная площадь, ок. 1900
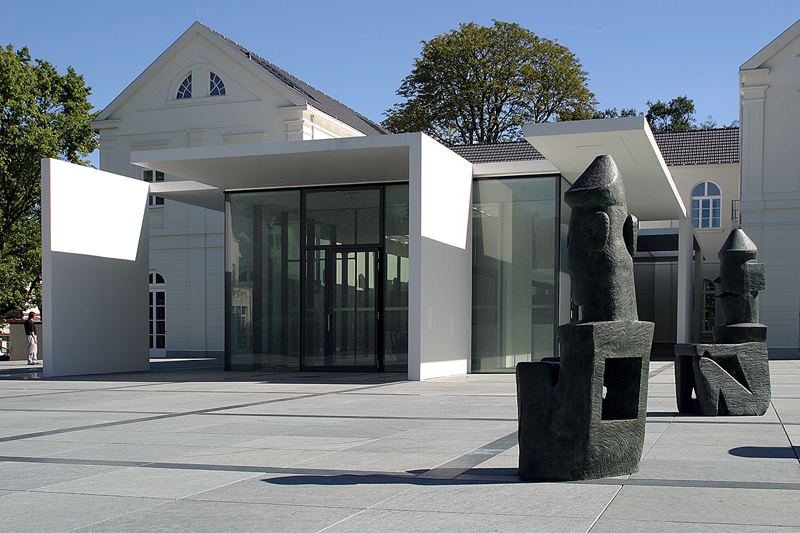
Музей художника Макса Эрнста
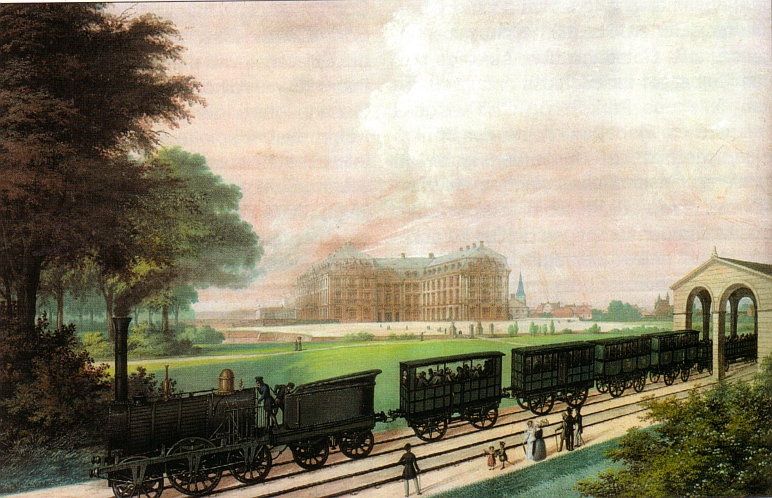
Железная дорога Бонн-Кёльн, 1844
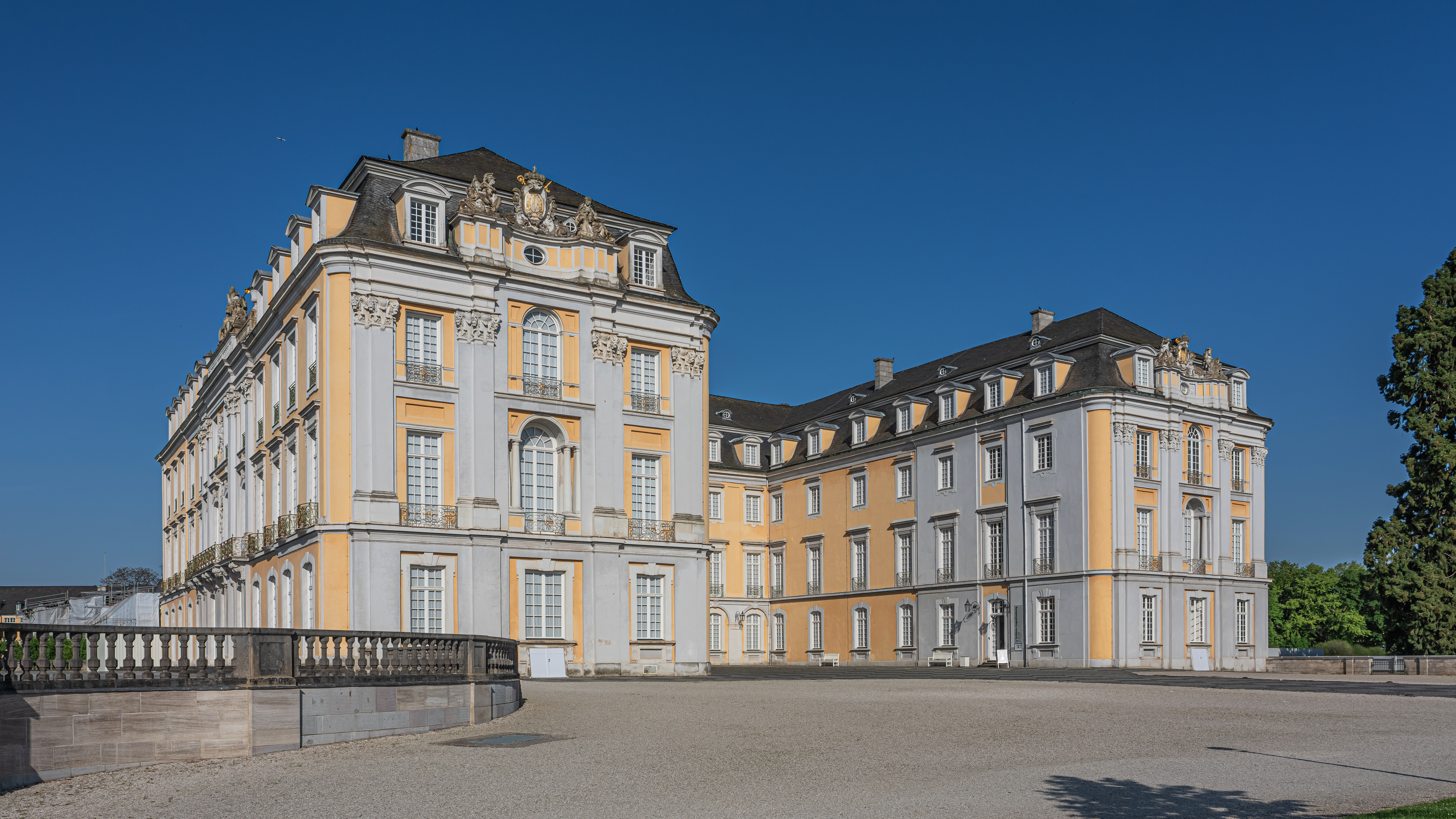
Дворец Аугустусбург
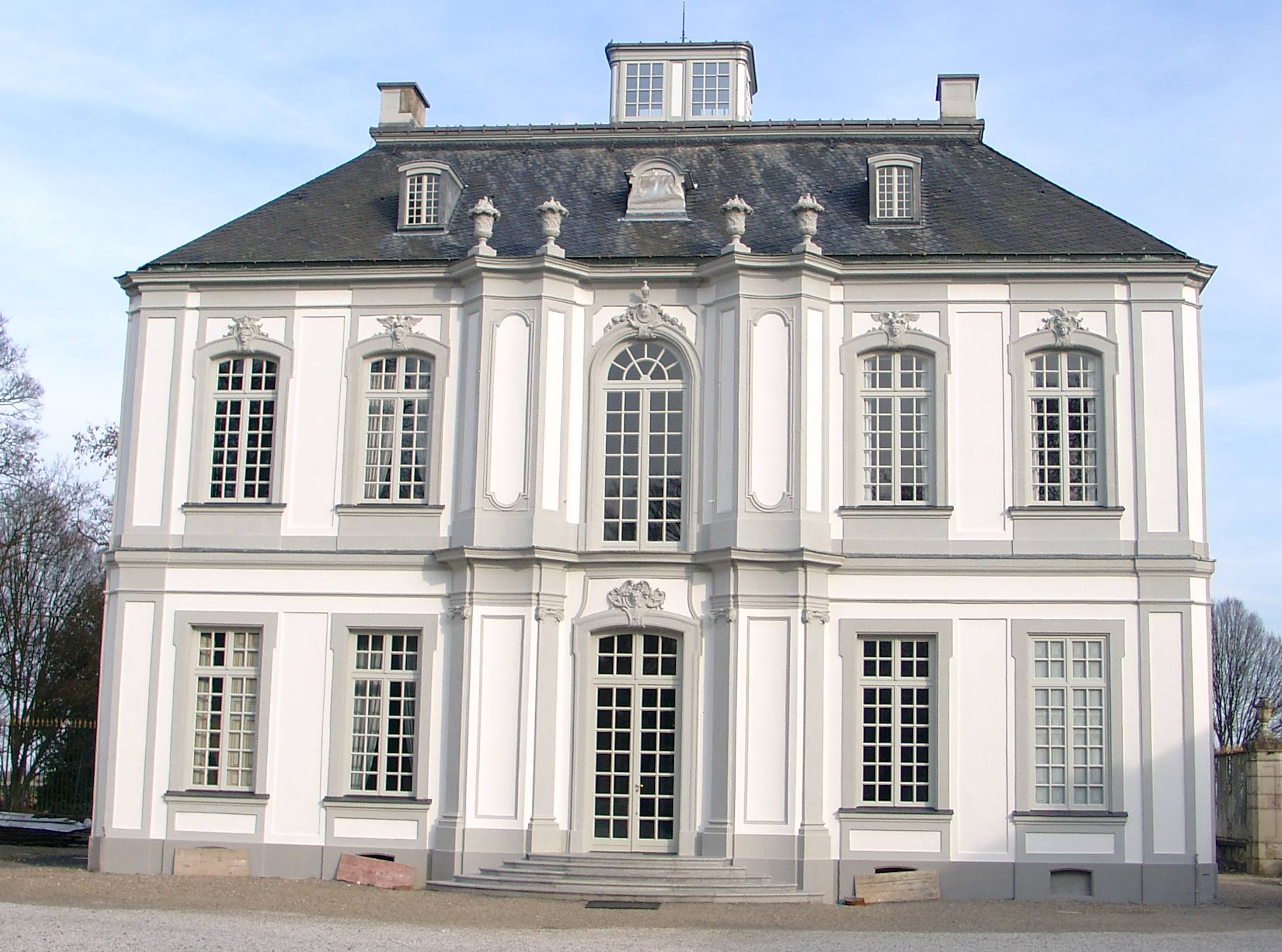
Охотничий домик Фалькенлуст
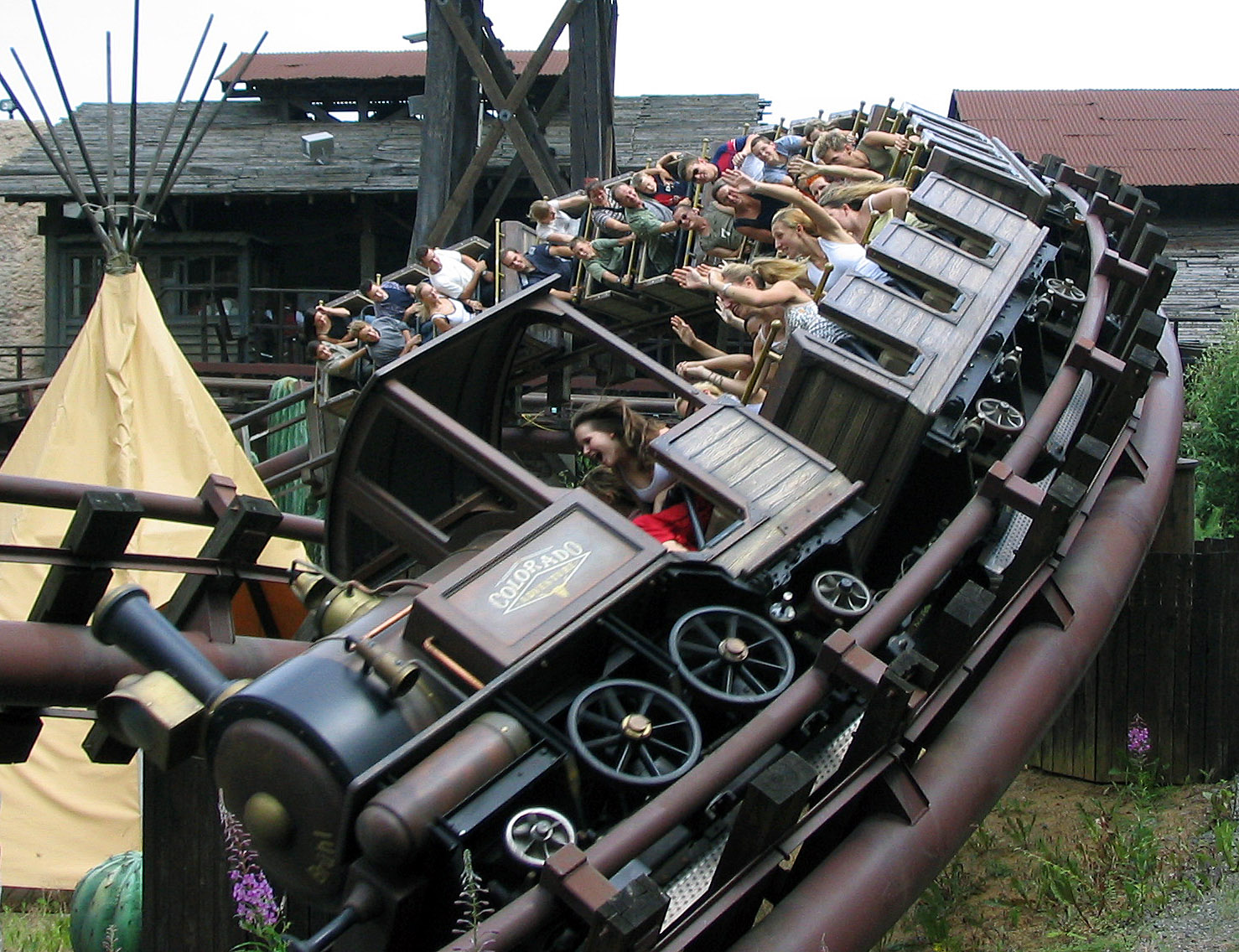
Фантазиаланд